# Farrar Road Stadium
Farrar Road Stadium – stadion wielofunkcyjny w Bangor w Walii. W latach 1920–2011 swoje mecze rozgrywał na nim klub piłkarski Bangor City. Obiekt posiada 1500 miejsc, w tym 700 siedzących
Pierwszy mecz na Farrar Road zespół rozegrał w 1920, zaś ostatni miał miejsce 27 grudnia 2011 roku, po czym przeniósł się nowo wybudowany obiekt Nantporth. W 2012 rozpoczęto rozbiórkę stadionu.